# George Burley
George Elder Burley (Cumnock, 1956. június 3. –) skót válogatott labdarúgó, edző. 

## Pályafutása

### Klubcsapatban
1973 és 1985 között az Ipswich Town csapatában játszott, melynek színeiben 1978-ban FA-kupát, 1981-ben UEFA-kupát nyert. 1985-től 1988-ig a Sudnerland játékosa volt. Az 1988–89-es idényben a Gilinghamet erősítette. 1989 és 1991 között a Motherwellben szerepelt, mellyel 1991-ben megnyerte a skót labdarúgókupát. 1991 és 1993 között az Ayr United csapatában játszott játékosedzőként. 1993-ban a Falkirk, az 1993–94-es szezonban a Motherwell játékosa volt. 1994-ben az angol Colchester United együttesében fejezte be az aktív játékot. 

### A válogatottban
1979 és 1982 között 11 alkalommal szerepelt a skót válogatottban. 1980. május 28-án egy Lengyelország elleni mérkőzésen mutatkozott be. Részt vett az 1982-es világbajnokságon, de nem lépett pályára egyetlen mérkőzésen sem.

### Edzőként
1991 és 1993 között az Ayr United, 1994-ben a Colchester United játékosedzője volt. 1994 és 2002 között az Ipswich Town vezetőedzője volt. 2003-tól 2005-ig a Derby County csapatát irányította. 2005-ben a Heart of Midlothian együttesénél dolgozott Skóciában, majd visszatért Angliába a Southamptonhoz, ahol 2008-ig volt az első csapat vezetőedzője. 2008 és 2009 között a skót válogatott szövetségi kapitányi posztját töltötte be. 2010 és 2011 között a Crystal Palace szakmai munkájáért felelt. 2012-ben a ciprusi Apóllon Lemeszúnál vállalt munkát.

## Sikerei, díjai
Ipswich Town
- Angol kupagyőztes (1): 1977–78
- UEFA-kupa győztes (1): 1980–81

Motherwell
- Skót kupagyőztes (1): 1990–91